# プルートで朝食を
『プルートで朝食を』（プルートでちょうしょくを、Breakfast on Pluto）は、2005年のアイルランド・イギリスのコメディドラマ映画。監督はニール・ジョーダン、出演はキリアン・マーフィーとリーアム・ニーソンなど。アイルランドの小説家パトリック・マッケーブの同名小説を原作とし、数々の困難に直面しつつも明るく生きるトランスジェンダーの女性の人生を描いている。

## ストーリー
アイルランドの小さな町に住むパトリックは、生まれてすぐに教会の前に置き去りにされ、養子に出されたという過去があった。そんな境遇と、子供の頃からお化粧やキラキラした衣裳が好きな性格のため、周りから奇異の目で見られていたが、パトリックはお構いなしで毎日を過ごしていた。

## キャスト
※括弧内は日本語吹替
- パトリック・“キトゥン”・ブレイデン: キリアン・マーフィー（内田夕夜）
- リーアム神父: リーアム・ニーソン（津嘉山正種） - パトリックの実父。
- バーティ・ヴォーン: スティーヴン・レイ（内田直哉） - マジシャン。
- ジョン・ジョー・ケニー: ブレンダン・グリーソン（宝亀克寿） - 着ぐるみアクター。
- ウォリス刑事: イアン・ハート（谷口節） - パトリックを拷問。後に仕事を世話する。
- ラウトレッジ刑事: スティーヴン・ウォディントン（英語版） - ウォリス刑事の相棒。
- チャーリー: ルース・ネッガ - パトリックの親友。
- アーウィン: ローレンス・キンラン（英語版） - パトリックの親友。チャーリーの恋人。
- ビリー・ハチェット: ギャヴィン・フライデー（英語版） - バンドのボーカル。
- アイリー・バーギン: エヴァ・バーシッスル（英語版）（田中敦子） - パトリックの実母。
- シルキー・ストリングの男: ブライアン・フェリー（谷口節） - パトリックを車の中で締め殺そうとした男。
- ディスコの男: ドミニク・クーパー

## DVD
日本ではポニーキャニオンより2006年12月22日にDVDが発売された。

## 作品の評価
Rotten Tomatoesによれば、批評家の一致した見解は「1970年代のロンドンを舞台にした女装の娼婦を描いた単調なドラマだが好演はしている。」であり、122件の評論のうち高評価は57%にあたる70件で、平均点は10点満点中6.1点となっている。
Metacriticによれば、36件の評論のうち、高評価は20件、賛否混在は13件、低評価は3件で、平均点は100点満点中59点となっている。